# Зозуля, Александр Олегович
Алекса́ндр Оле́гович Зозу́ля (укр. Олександр Олегович Зозуля; род. 11 апреля 1996, Кировоград) — украинский футболист, защитник.

## Биография
В чемпионате ДЮФЛ Украины играл за киевский «РВУФК» и донецкий «Металлург» (65 матчей, 5 голов). В 2013—2015 годах выступал за юношескую команду «Металлурга» (41 игра), однако за основной состав ни одной игры не провёл. После расформирования «Металлурга» играл в чемпионате Кировоградской области и любительском чемпионате Украины за кировоградский «Днепр» и фарм-клуб петровского «Ингульца» — «Ингулец-2».
С лета 2016 года — игрок кировоградской «Звезды». С начала сезона играл за молодёжную команду, а 20 ноября 2016 года дебютировал за основной состав, но 90-й минуте домашней игры против луцкой «Волыни» заменив Дмитрия Фатеева. Покинул клуб в январе 2018 года
В 2011 году провёл 4 матча за юношескую сборную Украины (до 17 лет).